# Az Egyesült Államok hadigazdálkodása a második világháború előtt és alatt

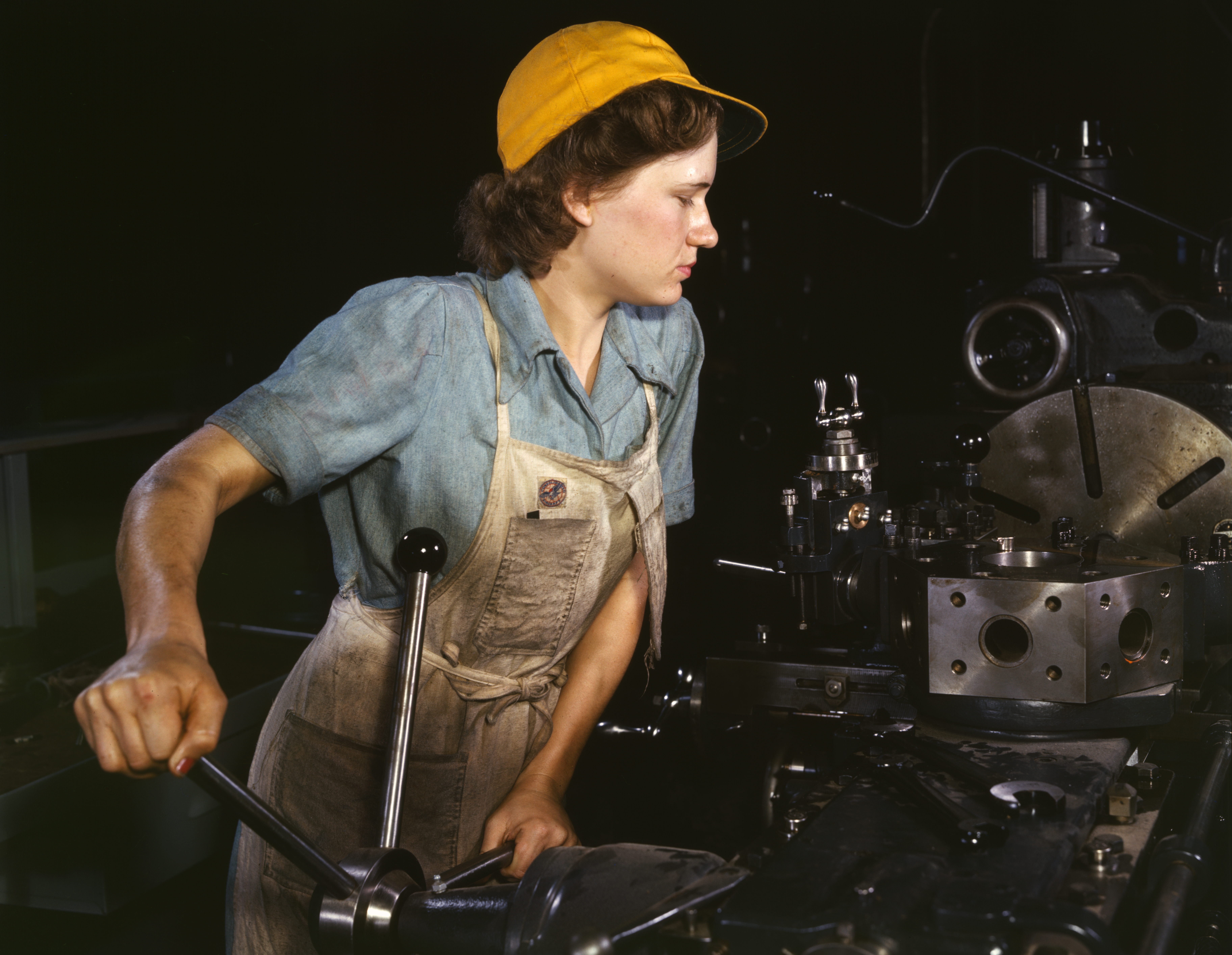
Amerikai nő szerszámgép mellett 1942-ben

Az Egyesült Államok hadigazdasága a második világháborúban döntő szerepet játszott a küzdelem végső kimenetelében. Az Amerikai Egyesült Államok a háború előtt már a világ gazdaságilag legerősebb országa volt. A nehézipar legtöbb, a hadviselés szempontjából alapvetőnek tartott ágazatában termelése meghaladta a németországi termelés szintjét, bár az ország még ki sem lábalt a nagy gazdasági világválságból. A stratégiai nyersanyagokból a gumi kivételével – amit Holland Kelet-Indiából, a Fülöp-szigetekről és a Malájföldről importáltak – valamennyi nyersanyag megtalálható volt a területén. (Volt még jelentősebb import nikkelből, jutából, magnéziumból és volfrámból.)idézi
Ugyanakkor földrajzilag az ország területe, gazdasága a korabeli haditechnika szintjén gyakorlatilag sebezhetetlen volt. Más okok azonban, mint az addig jelentéktelen hadikiadások, meg a semlegességi politika erős támogatottsága, egy ideig hátráltatták a felkészülést.
Az amerikai hadigazdaság nem csak a saját haderejét látta el fegyverzettel, hanem a kölcsönbérleti törvény keretében óriási segítséget nyújtott az Egyesült Királyságnak és a Szovjetuniónak a hitleri Németország elleni harcukban. 

## Előzmények

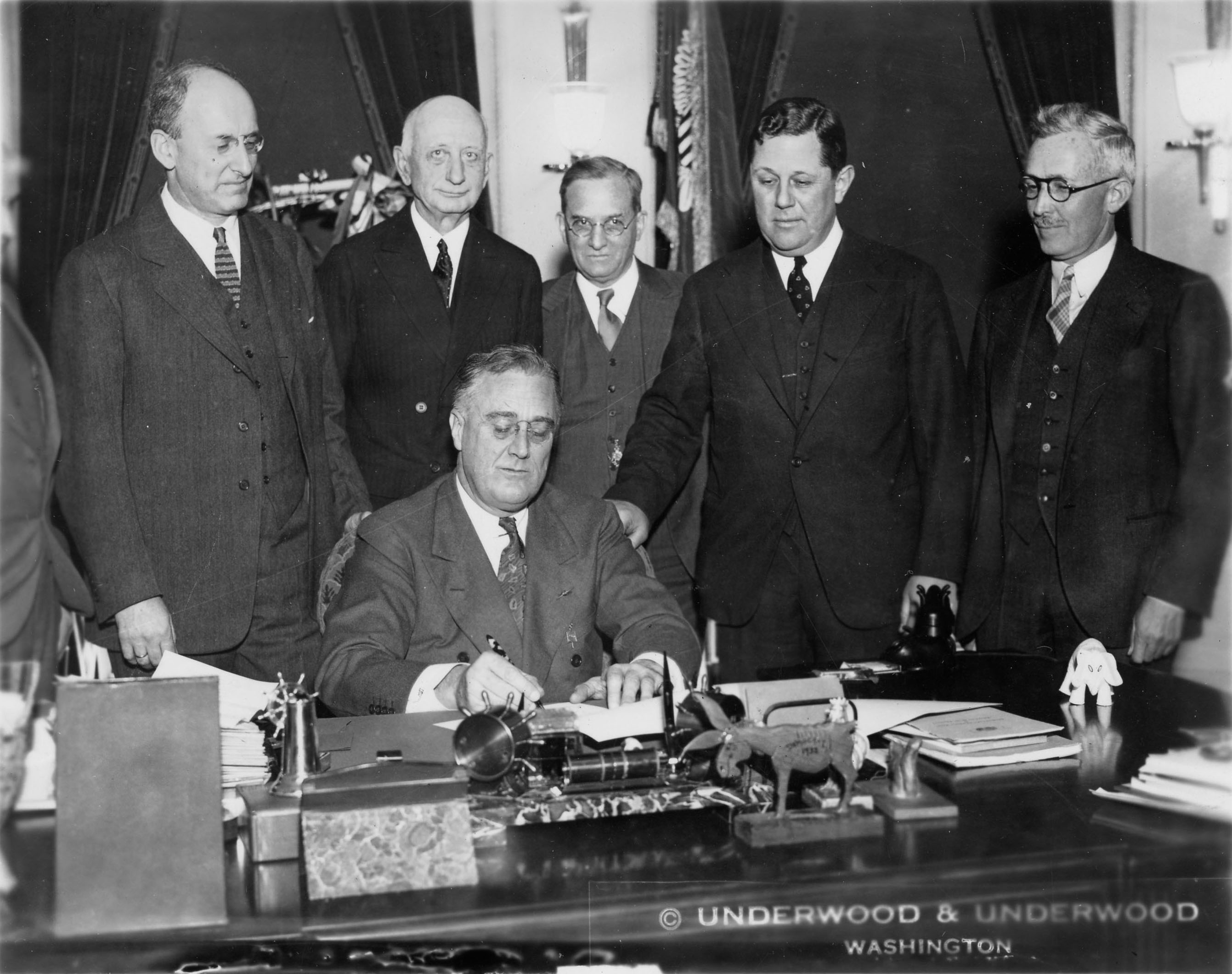
Roosevelt elnök aláírja az aranystandard megszüntetéséről szóló törvényt

A háború előtt az Egyesült Államok nemzeti jövedelmének mindössze 1,5%-át fordította katonai célokra. Érvényben volt a semlegességi törvény,  ami a külföldi megrendelésekre
történő hadianyagszállítást is megnehezítette.idézi
Az első világháborús tapasztalatok azonban itt is hatottak. Még közvetlenül a háború után az úgynevezett védelmi törvényben különleges államtitkári posztot létesítettek egy esetleges háború gazdasági kérdéseinek felügyeletére.idézi Ipari mozgósítási tervet is kidolgoztak, ami először is az ipar kihasználatlan kapacitásait kívánta a haditermelés céljaira aktivizálni, egy következő stádiumban pedig az egész ipar háborús átállítását célozta. 25 ezer ipari üzemből vizsgáltak meg, közülük 10 ezret találtak alkalmasnak hadianyaggyártásra. Ezeket hivatalosan értesítették is esetleges háborús feladataikról. 
Ennek dacára Henry L. Stimson hadügyminiszter szerint 1940-ben az amerikai hadsereg lőszerkészlete nem volt elegendő akár csak egy napra sem egy komolyabb háborúhoz, és a gyártási kapacitás is elmaradt a követelményektől. Az amerikai gazdaság még sokkal inkább a nagy válság hatása alatt volt, mint bármelyik más ország a világon. Fel sem merült az a gondolat, hogy a válságból a fegyverkezés fokozásával, az ipar háborús átállításával kerüljenek ki. A helyzetet tovább bonyolította a Franklin D. Roosevelt elnök és az üzleti világ közötti ellentét. Egy szenátusi bizottság Gerald Nye vezetésével ekkoriban próbálta bizonyítani, hogy az Egyesült Államok csupán a fegyverkezési ipar ördögi machinációi miatt lépett be az I. világháborúba. A vállalkozók nagy része számára pedig a haditermelés gondolata azokat a nehézségeket idézte fel, amiket a húszas évek elején éltek át, amikor a hadigazdaságot a békére kellett átállítani. Az amerikai ipar ugyan igen koncentrált volt, de az állami ellenőrzés és befolyás jelentéktelen volt a gazdaságban. Stimson hadügyminiszter pontosan fogalmazott: „Ha egy tőkés országban háborúra készülsz vagy háborúba lépsz, akkor meg kell engedned az üzletembereknek, hogy nyerjenek az üzleten, máskülönben nem fognak támogatni.”idézi
Így a kormányzatnak a tényleges hadba lépés előtt sem a hadianyagok beszerzésére, sem
a haditermelés ellenőrzésére nem volt kidolgozott terve. A semlegességi törvény módosítására is csak 1939 novemberében került sor, amikor elfogadták az úgynevezett „fizess és vidd” (Cash and carry) törvénymódosítást, ami lehetővé tette a fegyverszállítást Angliának és Franciaországnak készpénzfizetés ellenében.
1939-ben az egész amerikai hadseregnek csupán néhány száz könnyű páncélosa és 1800 darab, többnyire régi típusú repülőgépe volt. A hadsereg létszáma csekély volt. 1940 júliusában, amikor a Kongresszus és a Szenátus először szavazott meg komolyabb összegeket a hadsereg felfegyverzésére, még mindig nem számoltak 2 millió embert meghaladó hadsereggel. Az új program két év alatt 12 000 új repülőgépet kívánt a légierő számára szállítani.
A fegyveres erők fő feladatát ekkor még mindig csak az amerikai kontinens védelmében látták. Tartotta magát az a felfogás, hogy az Egyesült Államok kimaradhat a háborúból, és Németország vereségét gazdasági segítséggel is elő lehet segíteni.idézi

## A háborúban
Pearl Harbor után a több mint két évtizede tartó vita és ellentét az izolacionisták és a nemzetközi politikát támogatók között természetesen az utóbbiak javára dőlt el, és az elnök gyorsan megkapta a kongresszustól a szükséges felhatalmazásokat. Roosevelt azonban sosem felejtette el, hogy a kapitalista gazdaság a vállalkozók önkéntes közreműködése nélkül nem építhet fel sikeres hadigazdaságot, s óvakodott az állami beavatkozás túlzott kiterjesztésétől.
1942 januárjában megalakult a Haditermelési Tanács (War Production Board), hogy a termelés minden ágazatát felölelő állami politikát alakítson ki és „általában felügyeletet gyakoroljon a gazdaság felett”. Az 1942 márciusi második Háborús Felhatalmazási Törvény tovább növelte a kormány lehetőségét, hogy a hadi érdekek biztosítása érdekében beavatkozzon a gazdasági életbe. A Haditermelési Tanács elnökévé Donald Nelsont nevezték ki, aki az ország egyik legnagyobb áruházhálózata, a Sears and Roebuck egyik vezetője volt korábban.idézi Nelson világossá tette, hogy nem kívánja túlzottan érvényesíteni a munkaköréből származó hatalmat. Hajlandó figyelembe venni a hadsereg és a tengerészet beszerzési érdekei mellett a nagyiparosok érdekeit is.
Létrehozták a Defense Plan Corporation nevű államik vállalatcsoportot, hogy a magánipart mentesítsék a beruházások terhei alól. Több iparágban – így a műgumiiparban, a magnéziumüzemekben, a repülőgépgyárakban – az új vállalatok többségét az állam hozta létre. Az állami építkezések értékét 31,4 milliárd dollárra becsülték, melyből 16,1 milliárd jutott az ipari építményekre és felszerelésekre. Más források a háborús ipari beruházások értékét összesen 32 milliárdra becsülik, amiből a kormány 18 milliárdot finanszírozott. A beruházásoknak mintegy felét közvetlenül a fegyvergyártásra, a másik felét pedig a háttéripari ágazatok bővítésére fordították.idézi
1942-ben 12,7 milliárd dollárt ruháztak be, 1943-ban 8,5 milliárdot. Más számítások
20 milliárdra teszik 1940 júniusa és 1944 decembere között a beruházásokat, aminek 75%-át fizette a szövetségi kormány. Emellett a magánberuházásokat is ösztönözték rendkívül
kedvező adóleírási kulcsokkal.idézi A háború időszakában több ipari üzem létesült, mint a megelőző 15 év alatt.

### Stratégiai nyersanyagok
A nyersanyagok terén az egyetlen lényeges hiány a gumiellátásban jelentkezett. Holland Kelet-India japán megszállás alá került. Az ország gumitartalékai mintegy 500 000 tonnára rúgtak, ami legfeljebb egy évre fedezte a szükségletet. Az ipar fel volt készülve a műgumi termelésére, de a Standard Oil még a húszas évek végén megegyezett a német I. G. Farbennel, hogy önként korlátozza az amerikai műgumitermelést. Ezért 1940-ben az ország ilyen kapacitása alig 40 000 tonna volt. Amikor a kormány közölte, hogy vállalja az új gyárak beruházási költségeit és kötelezte a vállalatokat, hogy hagyják figyelmen kívül az I. G. Farbennel kötött megállapodást, két nagy tőkés csoport között indult meg a versengés a műgumitermelés növelésére. Az olajipar azt javasolta, hogy a műgumit nyersolajból állítsák elő. A mezőgazdasági feldolgozóipar viszont gabonából készült alkoholból akarta előállítani a műgumit. A kongresszus a mezőgazdasági lobby nyomására a gabona-alkohol mellett döntött. Az elnök azonban megvétózta a törvényt. Végül is 700 millió dollár költséggel 51 műgumigyárat építettek. A gyárakat a kormány létesítette, majd névleges bérleti díjért bérbe adta a nagyvállalatoknak. Az ország műgumitermelése a háború előtti 16 800 tonnáról 763 000 tonnára emelkedett 1943-ra.idézi}   
A gumival való takarékoskodás érdekében felvetődött a személyautó-gyártás korlátozása is. A gépkocsik a gumi mellett a benzinnek is a legnagyobb fogyasztói voltak, ami a háború miatt szintén hiánycikké vált. Az autógyártást politikai okokból csak az 1942 őszi választások után érintették: adagolták a benzint, korlátozták a nem üzleti célú autóhasználatot is.idézi
1942 januárjában leállították a hűtőgépek gyártását, hogy az előállításukhoz szükséges fémet a hadiipar számára biztosítsák. 1942 nyarán korlátozták a vas- és acélfelhasználást a fogyasztási iparokban és ideiglenesen megtiltották a házépítést is, 29%-kal csökkentették a tartós fogyasztási javak gyártását. Hiány jelentkezett rézből és alumíniumból is.
Az acélgyártás kapacitása az 1930-as években évi mintegy 73 millió tonnára rúgott, de ennek egy része kihasználatlan volt. 1944-ben viszont már 95 millió tonna kapacitással rendelkezett az amerikai ipar. A repülőgépipar számára termelő alumíniumkohók a harmincas években még csak évi 180 000 tonna alumíniumot tudtak előállítani, a háború alatt viszont évi 1 millió tonnát, melyet még kiegészített a Kanadában is gyorsan bővülő kapacitás. Az alumíniumipar is úgy terjeszkedett, hogy az állami költségvetésből adták a beruházásokhoz szükséges tőkét, majd miután az üzemek megépültek, irányításukat átengedték az Alcoa konszern és a Reynolds Metal Company számára. Az energiafaló új alumíniumkohók többségét az északnyugati vidékekre telepítették, hogy kihasználják e terület olcsó és bőséges vízienergia-forrásait.idézi

### Munkaerő
1939 előtt a nagy hadviselő országok tekintetében az Egyesült Államok gazdasága volt a legkedvezőtlenebb helyzetben. 7 millió munkanélküli és hatalmas kihasználatlan ipari kapacitások jellemezték a gazdaságot. Még 1941 végén is több mint 4 millió munkanélkülit tartottak nyilván. A hadiipar gyorsan növekvő szükségletei azonban bizonyos ágazatokban és szakmákban már munkaerőhiányt keltettek. A hadba lépés előtt a fegyvergyártás már 5,5 millió munkást foglalkoztatott, 1943-tól pedig, amikor az amerikai hadsereg feltöltése befejeződött, a munkaerőhiány lett az egyik legfontosabb gazdasági probléma. Más hadviselő országokkal szemben azonban könnyített a gondon az is, hogy a hadsereg embervesztesége viszonylag „csekély” volt, a halottak száma a háború végéig 323 000 fő volt, ezért nem volt szükség újabb és újabb korcsoportok besorozására.
A háború végén a repülőgépgyártás, a hajóépítés, a robbanóanyagok gyártása, továbbá a vas- és gépipar már a munkaerő 22%-át foglalkoztatta. Az ipari profit 120%-kal emelkedett,
a bérek viszont (adózás után) csupán 50–60%-kal; sok sztrájk eredményeképpen is.
Az Egyesült Államok volt az egyetlen olyan ország a háború idején, ahol a gazdaságban foglalkoztatott munkaerő nem csökkent, hanem növekedett. Nem esett vissza a mezőgazdaságban dolgozók létszáma sem. 1944 júliusában, mikor a hadsereg létszáma elérte a maximumot (11,6 millió főt), 5,7 millió főt tartott vissza a sorozásoktól a hadiipar, 1,6 milliót a mezőgazdaság és 4,1 milliót a gazdaság egyéb ágai. A mezőgazdaságban a sorkötelesek 17%-át mentesítették a katonai szolgálat alól, a nem mezőgazdasági munkásoknak viszont csupán a 9%-át.idézi A polgári iparágakban dolgozók kezdetben szintén növekedett, majd visszaesett, de nem a békebeli szint alá.

#### Az amerikai munkaerő megoszlása a háború éveiben, millió fő[20]
| Évek | Összes munkaerő | A hadsereg létszáma | A hadsereg létszáma a munkaerő %-ában |
| ---- | --------------- | ------------------- | ------------------------------------- |
| 1941 | 54,0            | 1,7                 | 2                                     |
| 1942 | 56,1            | 3,7                 | 7                                     |
| 1943 | 60,8            | 9,2                 | 15                                    |
| 1944 | 62,2            | 11,5                | 18                                    |

1942 decemberétől azokban a munkakörökben, amelyek a hadiipar szempontjából nem tűntek
elsődlegesnek, nem lehetett felmentést kapni a katonai szolgálat alól. 1942-ben már 11,3 millió munkás, az ipari munkaerő 29%-a dolgozott a hadiiparban. 2 millió nő bevonása a termelésbe sem tudta a munkaerő-ellátás nehézségeit leküzdeni. A női munkaerő létszáma az 1940. júliusi 13,8 millióról 1943 júliusára 18,4 millióra emelkedett. A 15-45 éves nőknek már egyharmada dolgozott, és a 45 éven felüli női dolgozók aránya is erősen növekedett. 1943-ban a nők a különböző hadiipari üzemek létszámának 38-50%-át tették ki. Rosszabb volt  azonban a helyzet az olyan iparágakban (például a bányászat), amelyek nagyon nehéz fizikai munkát igényeltek, vagy olyan szakképzettséget, amit nem lehetett rövid képzéssel megszerezni.

#### A női munkaerő aránya az egyes iparágakban,%[25]
| Iparágak         | 1941 | 1942 | 1943 |
| ---------------- | ---- | ---- | ---- |
| Műszeripar       | 10   | 35   | 60   |
| Repülőgépgyártás | 1    | 15   | 65   |
| Elektrotechnika  | 6    | 9    | 35   |
| Gyógyszergyártás | 45   | 55   | 75   |
| Gépipar          | 0    | 10   | 50   |

A munkaerőhiány miatt a kormányzat mérlegelni kezdte a munkaerő szabad mozgásának korlátozását.idézi Ez azonban ellentmondott az amerikai hagyományoknak, és erősen sértette a munkások érdekeit, akik mintegy tíz nehéz esztendő után élvezhették a hadi konjunktúra előnyeit, a növekvő béreket, a munkahely megválasztásának lehetőségeit. A szakszervezetek taglétszáma 1938 és 1943 között 8,3 millióról 13,6 millióra emelkedett,idézi így hatékonyan léphettek fel a munkaerő szabad mozgásának fenntartása érdekében.

### Termelékenység
A nagy válság utáni még mindig kihasználatlan kapacitások révén az amerikai vállalatok sokkal könnyebben növelhették a termelést, mint más országokban. 1939-ben az üzemek átlagos kihasználtsága 40 óra volt hetente, a háború alatt ez 90 órára emelkedett. Az ipari munka termelékenysége 25%-kal növekedett, részben persze a hosszabb munkaidő révén. Azonban itt az új gépek és felszerelések, a nagyüzemi termelés és a futószalag nagyobb mértékben járultak hozzá a termelékenység növekedéséhez, mint másutt.

### A hadigazdálkodás eredményei

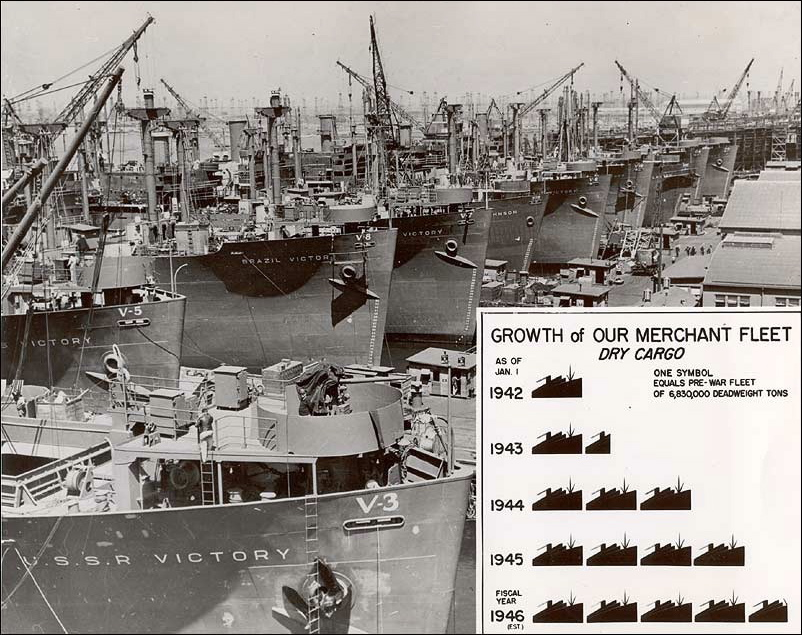
Victory típusú teherhajók sorozatgyártása Kaliforniában 1944-ben. A táblázatban (1945. május 20-i adatok) egy jel megfelel a háború előtti, szárazárut szállító kereskedelmi flotta nagyságának. Az 1946-os adat előrejelzés volt.

A katonai kiadások aránya az Egyesült Államok – rohamosan növekvő – nemzeti jövedelmében az 1939-es 1%-ról 1941-re 11%-ra, 1942-re 31%-ra emelkedett, 1943-ban és 1944-ben pedig elérte a 42%-ot. A hadimegrendelést kapott vállalatok igen magas haszonkulccsal dolgoztak. Bár ezeket a vállalatokat rendkívül gondosan ellenőrizték, a legfelsőbb szinten való összefonódás, másrészt a gazdaságosság szempontja miatt 56 óriásvállalat jutott a hadimegrendelések 75%-ához.
Az Egyesült Államokban a haditermelés növelése nem járt a polgári termelés csökkenésével, hiszen az utóbbi 1944-ben meghaladta abszolút értékben az 1940-es szintet. Ennek ellenére a tartós fogyasztási javak termelésében erős visszaesés mutatkozott. A hadikonjunktúra idején növekvő vásárlóerővel szemben számos cikkből hiány keletkezett, egyes cikkeknél jegyrendszert kellett bevezetni. Számos polgári termék helyett hadianyagot gyártottak, mint selyemharisnya helyett ejtőernyőt, varrógép helyett gépfegyvert. Az ipari termelés évesnövekedése 15% volt, az ipari termelés a háború idején megháromszorozódott.
A fegyvergyártás vezető szektora a repülőgépgyártás volt, de a hajóépítésnek is közel hasonló szerepe volt. Az amerikai hadsereg gépesítettsége miatt a fegyverkezésben sokkal nagyobb szerepe volt a gépkocsinak, mint más országokban. A harckocsik terén 28 919 könnyű, 57 027 közepes és 2969 nehéz tankot illetve 46 206 önjáró löveget állítottak elő. Minőségileg azonban a német és a szovjet páncélosok általában jobbnak bizonyultak. Az eleinte alkalmazott M2 könnyű harckocsikat hamarosan felcserélték az M4 Sherman tankokkal, amelyek már jobban megállták a helyüket, de még mindig hátrányban voltak a nehezebb német harckocsikkal szemben. Az M26 Pershing harckocsik komoly előrelépést jelentettek, de túl későn érkeztek ahhoz, hogy jelentős hatást gyakorolhassanak a harcok kimenetelére.
Az amerikai ipar a háború alatt összesen 231 099 repülőgépet gyártott. Ebből 3898 volt B–29 Superfortress, 38 382 nehézbombázó – ebből 12 692 B–17 Flying Fortress és 18 190 B–24 Liberator –, 16 070 középbombázó, 18 113 könnyűbombázó és 68 722 vadászgép. A többi 85 414 gép szállító, felderítő és gyakorló gép volt.
Az amerikai hadiipar egyik legeredményesebb szektora a hajóépítés volt. Az atlanti-óceáni összeköttetés fenntartásához, a német tengeralattjárók okozta veszteségek ellensúlyozásához sok új, főleg kereskedelmi hajóra volt szükség. A hatalmas inváziós műveletekhez 65 500 kis partra szálló járműt gyártottak. Az új hadihajók száma több mint 1000 volt, 8,5 millió tonna kapacitással.idézi   A legyártott kereskedelmi hajók összkapacitása 51,5 millió tonna volt.
Az amerikai hajóépítő ipar rendkívül termelékeny volt. Bevezették az elektromos hegesztést, az egyes hajók gyártásának időtartama az 1942-es 190 napról végül
27 napra csökkent. A Liberty osztály hajói elég lassúak voltak, nem is tökéletesek, de 1942-ben 1496, 1943-ban 2242 és 1944-ben 2161 db készült belőlük. A továbbfejlesztett Victory típusú hajói már jobbak és gyorsabbak is voltak.